# Le Baizil
Le Baizil ist eine französische Gemeinde mit 271 Einwohnern (Stand: 1. Januar 2022) im Département Marne in der Region Grand Est (vor 2016 Champagne-Ardenne). Sie gehört zum Arrondissement Épernay und zum Kanton Dormans-Paysages de Champagne. Die Einwohner werden Bezitiers genannt.

## Geographie
Le Baizil liegt etwa 33 Kilometer südsüdwestlich von Reims. Umgeben wird Le Baizil von den Nachbargemeinden Festigny im Norden, Saint-Martin-d’Ablois im Nordosten, Brugny-Vaudancourt im Osten, Montmort-Lucy im Süden, Corribert im Südwesten, Mareuil-en-Brie im Westen sowie Igny-Comblizy im Nordwesten. 

## Bevölkerungsentwicklung
| Jahr                       | 1962 | 1968 | 1975 | 1982 | 1990 | 1999 | 2006 | 2011 | 2018 |
| Einwohner                  | 350  | 344  | 289  | 257  | 255  | 262  | 259  | 263  | 253  |
| Quellen: Cassini und INSEE |      |      |      |      |      |      |      |      |      |

## Sehenswürdigkeiten
- Kirche Saint-Cénéric aus dem 19. Jahrhundert, wieder errichtet auf den Resten der Kirche aus dem 12. Jahrhundert

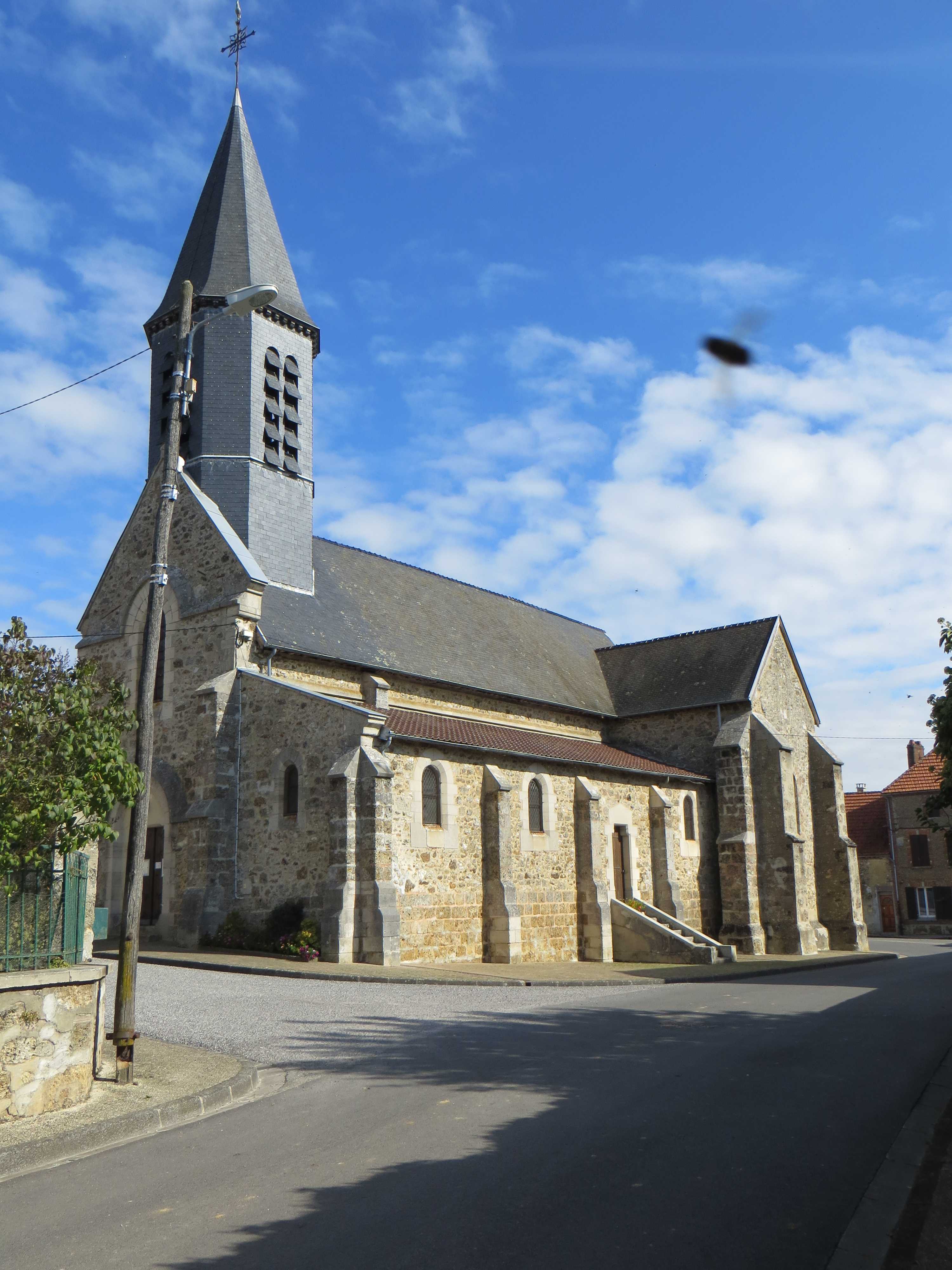
Kirche Saint-Cénéric